# Heteroconis striata
Heteroconis striata is een insect uit de familie van de dwerggaasvliegen (Coniopterygidae), die tot de orde netvleugeligen (Neuroptera) behoort. 
De wetenschappelijke naam Heteroconis striata is voor het eerst geldig gepubliceerd door New in 1990.